# 軽トラック

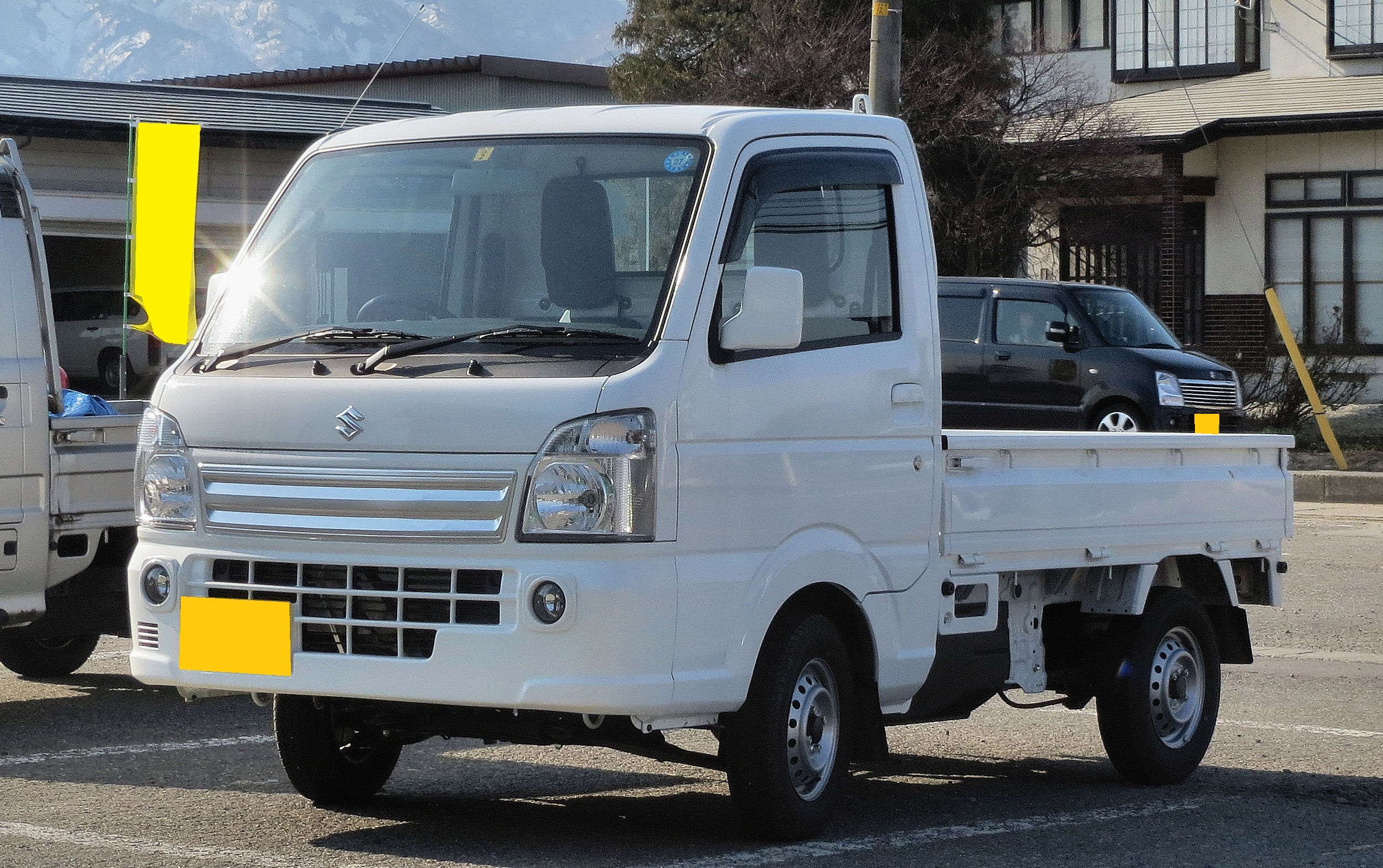
前から見た軽トラック
（スズキ・キャリイ:フロント）

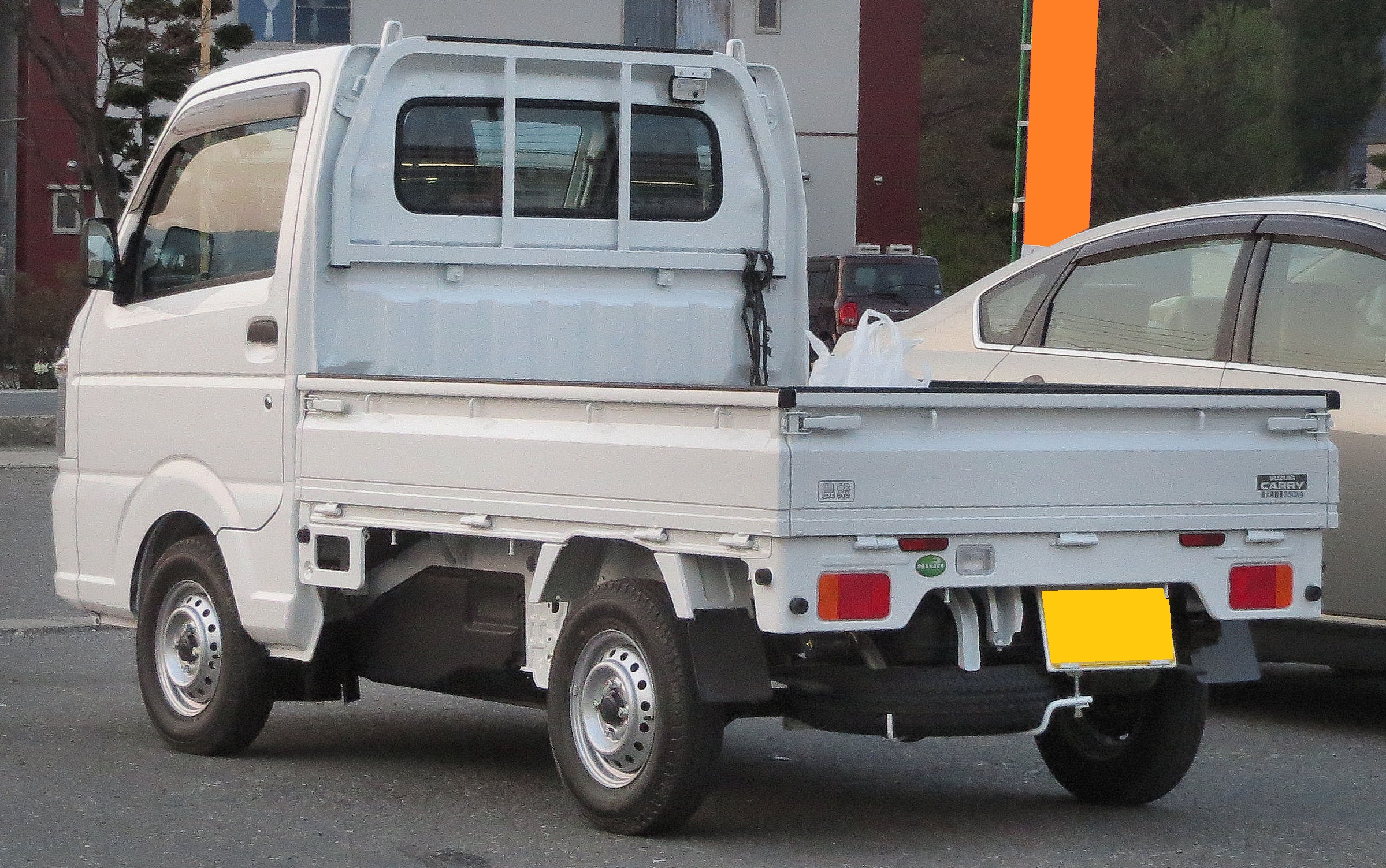
後ろから見た軽トラック
（スズキ・キャリイ:リア）

軽トラック（けいトラック）とは、日本の軽自動車区分に該当する小型トラック。名称のとおり、軽自動車の規格に合わせて作られたトラックで、一般に「軽トラ」と略される。最大積載量は350kg以下である。

## 概要
軽自動車であるため、通常のトラックと比べると車両価格や維持費（年間の軽自動車税〔5,000円〕や2年毎の重量税を含む車検費用）、自賠責保険・任意保険などが格段に安く、個人や零細事業者による保有・維持が容易である。全体の寸法とホイールベースが小さい点から、狭い農道や建て込んだ住宅街の道路などの狭隘路でも取り回しが容易、という長所もある。
1960年（昭和35年）頃まではオート三輪が主流だったが、1960年代前期頃から四輪モデルが発展し、市場の主流となった。また1960年代まで荷台は低床式の後方一方開きが主流であったが、1960年代後期以降は、特装車両を除けば、より汎用性の高い高床式の三方開きが一般化し、後輪のホイールハウスを荷台から排除して、荷台の面積を有効に使えるようになった。
軽トラックを含む軽自動車は、車両の全高が2.0 mを超えてはならないと道路運送車両法で定められているが、赤帽用など幌付きで高さが2.0 mを超えた個体を見ることがある。これに関しては、例えば蝶ねじにより取り付けられる幌などは「自動車部品を装着した場合の構造等変更検査等における取扱いについて（依命通達）」に規定される「簡易的取付による指定外部品」の扱いになり、幌は地面から3.8 mまでの高さで設置が可能である。よって幌の高さが2.0 mを超えても問題はない。ただし、軽トラックに載せる荷物の高さは、道路交通法で2.5 mまでに制限されるため注意が必要である。例えば、幌付き全高3.8 mの軽トラックでも、荷物の高さが地面から2.5 m以上になった状態で走行すると道路交通法違反となる。

## デザイン

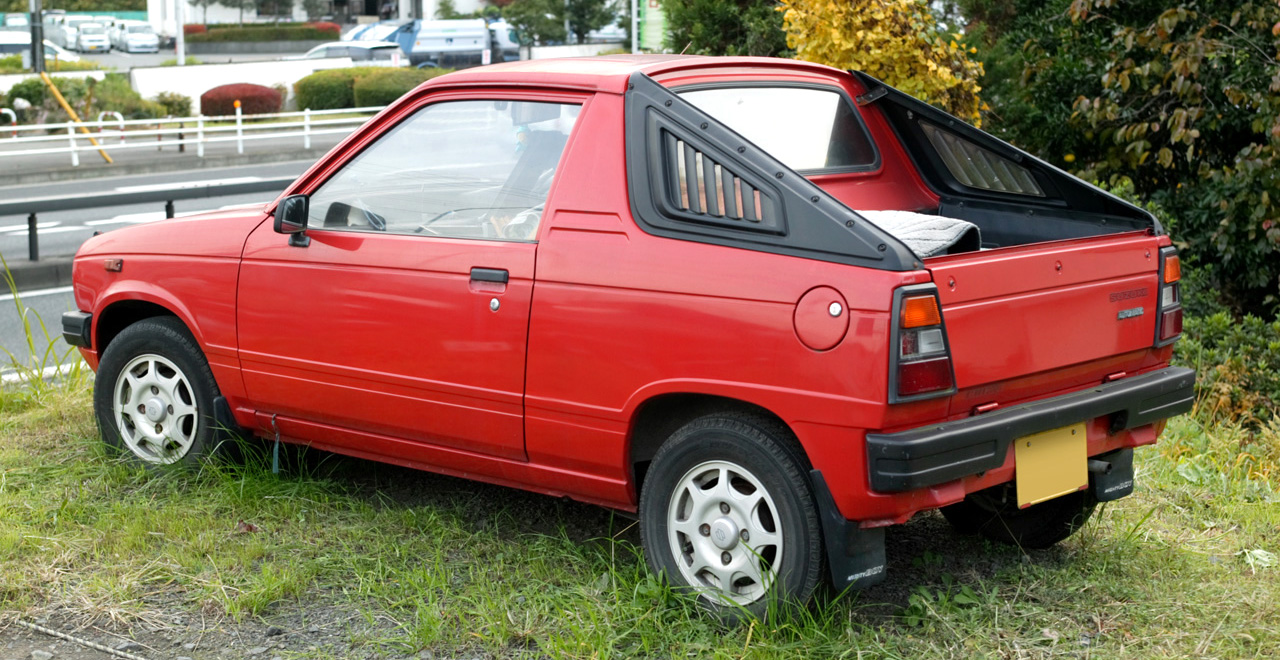
セダンピックアップ型軽トラック（スズキ・マイティボーイ）

現行車種はすべて並列2座キャビンを持つキャブオーバー式（フルキャブ）ないしセミキャブオーバー式（セミキャブ）である。
かつてはポータートラックやマイティボーイなどボンネット式（ピックアップ）、ミゼットIIのような1人乗り（マニュアル・トランスミッション車のみ）のコミューター的な軽トラックも存在した。1990年代からは衝突安全基準を満たすためにクラッシャブルゾーンを広く取れるセミキャブを採用する車種が一時増えたものの、ホイールベースが必然的に伸び、車内足先を前輪ホイールハウスが占有して居住性・乗降性に難が生じる欠点も見られた。さらに狭隘な農道などでの小回り性能や荷台長などではフルキャブに利があることから、電気自動車の三菱・ミニキャブMiEVトラックが2017年（平成29年）5月いっぱいで生産が終了した後は、フルキャブのみとなっている。

## 駆動方式
駆動方式は縦置きエンジンのフロントエンジン・リヤドライブ（以下FR）が一般的で、前述のボンネット式ピックアップを除いては、エンジンの搭載位置はキャビンのシート若しくは荷台の真下に配置されるアンダーフロアエンジン形式である。このようなアンダーフロア形式のFR車はサスペンションは前輪のみがマクファーソンストラットなどの独立懸架、後輪はリーフ式サスペンションによる車軸懸架である場合がほとんどである。
メーカーの都合で横置きエンジンとなっている車種もあり、1961年（昭和36年）から2012年（平成24年）まで自社製造されていたサンバートラックは、パワートレインをスバル・360と共通としたことから横置きリヤエンジン・リヤドライブ（RR）であり、同社の乗用車が前置きエンジン・前輪駆動（FF）となった後もサンバー専用の水平シリンダー型エンジンをリヤオーバーハングに横置きしていた。ホンダはTN360時代から横置き水平シリンダーのミッドシップエンジン・リアドライブ（MR）であるが、その後のアクティでは四輪駆動モデルのみに縦置きを採用した。これらのエンジンレイアウトは後軸荷重を増加させることで空荷のときでも十分な後輪トラクションを得られる長所があるが、FF車と同様にドライブシャフトの定期メンテナンスの必要性（ゴム製のダストブーツの交換）が生じる欠点が存在する。ただしFF車のドライブシャフト用ダストブーツのように伸縮・曲がりは生じないため10万キロ以上経過しても問題ない場合が多い。
軽トラックは悪路で使用されることも多いため、ほとんどのメーカーで後輪駆動モデルと四輪駆動モデルが併売されており、切り換え方式はパートタイム方式が主流である。当初はレバー式が多かったが現行型はプッシュボタンが主流となっている。また、副変速機を用いて悪路走行に対応した車両も存在し、同時にリアデフロック（またはリミテッド・スリップ・デフ）の設定がなされたグレードを用意する車種も多い。タイヤも悪路向けのマッドテレーンタイヤが農業用軽トラック向けにラインナップされている。ちなみにデフロックが標準装備で用意されるのは、あくまで軽トラック特有の小径タイヤの不利をカバーするためであって、これを持たない大径タイヤを装備する本格四輪駆動車（スズキ・ジムニーなど）より駆動力や走破性で勝っていると考えるのは早計である。
2025年（令和7年）6月現在、現行モデル（新車）として生産・販売中の軽トラックのエンジンはOEMを含め全車、弁機構にDOHCが用いられた直列3気筒・4サイクルのガソリンエンジンとなっており、縦置きであっても同じメーカーの乗用モデルと基本設計を共通化したものが多いが、同じ自然吸気のガソリンエンジンを搭載した一連の軽乗用車に比べて最高出力が抑えられている反面、低〜中回転域におけるトルク特性を充実させたセッティング（チューニング）が施されており、燃費などの経済性を重視した自然吸気のものが全車に搭載されている。乗用軽自動車において燃料噴射装置の装着が一般的となった後も、販売価格を抑えるためにキャブレターを採用していた車種も多く、平成12年排出ガス規制の施行まで燃料噴射装置への完全移行は成されていなかった。半ば低速・高負荷走行に特化した出力特性を持たせられる場合が多いためか、高速道路などでの高速巡航を意識したターボを始めとする過給機の装着は一般的ではなく、アンダーフロア形式による搭載スペースの制約によりインタークーラーが純正装着された例は皆無で、サンバートラックのスーパーチャージャー車を除いては長期間生産ラインナップに過給機付き車が残った例も少ない。
変速機はエンジンと同じく低速・高負荷走行に強いローギアードのマニュアルトランスミッション（MT）が一般的で、かつては用途に応じて変速段数の異なるMTが選択できる場合も多かった。デファレンシャルの最終減速比も特に低めに設定されていることが多い。1998年（平成10年）の660 cc新規格の発表まではオートマチックトランスミッション（AT）はあまり普及してはいなかったが、2025年現在ではOEMを含め全ての軽トラックに4速AT車（2022年4月以降のスズキ・キヤリイとそのOEM）、またはCVT車（2021年12月以降のダイハツ・ハイゼットトラックとそのOEM）が設定されている。
2023年10月現在の時点において新車として購入可能な軽トラックとしてはカーエアコン（以下エアコン）・パワーステアリング（以下パワステ）を省いたものがスズキ・キャリイの最廉価グレードのFR仕様車に受注生産として設定されていたが2024年4月の一部改良に伴い廃止されたため、これにより事実上、OEMを含め新車として購入可能な全ての軽トラックがエアコン・パワステが標準装備されている。

## 用途

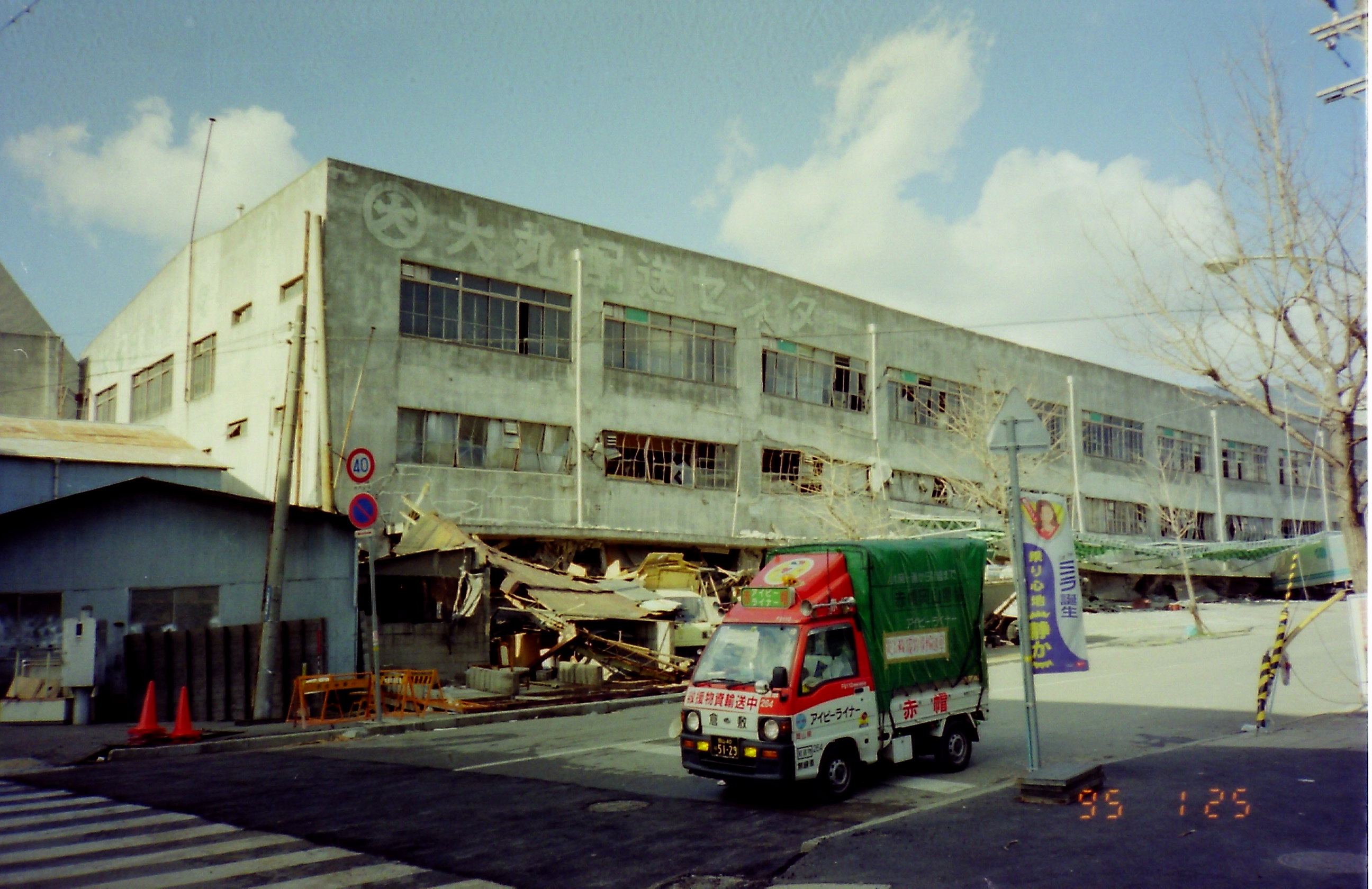
阪神・淡路大震災により道路事情の悪化した状況下で物資の輸送を行うスバル・サンバー

農山村部や漁村・漁港では、仕事と生活の両方に使われている。農業機械などの道具、収穫した農作物、水揚げした海産物を運搬するための必需品であるとともに、耐候性のある2座席の車室を持つことから、日常の短距離移動の道具としての「下駄代わり」にも重宝されている。その普及ぶりから、軽トラックは日本の農村風景における点景の一つにすらなっている。都市部においても、商店・飲食店主や建築関連の職人といった自営業者が軽トラックを保有し、仕事道具や資材、商品を自ら運ぶ場合が珍しくない。日本の交通インフラにマッチし、日本の風土、日本人の日常生活に大きく関わっている自動車ジャンルである。
貨物自動車による運送業を営むには貨物自動車運送事業法により5台以上を必要とするが、軽自動車のみを使用する場合は「貨物軽自動車運送事業」として1台から許可が下りるため、軽トラック1台で事業をスタートできる。また「赤帽」など、軽トラックを使った小口輸送専門の運送業者もある。
軽自動車ならではの機動性に着目した使用例も多い。オートバイのトランスポーターとして用いられることもある他、道路の狭隘な集落や古い市街地向けの特殊車両（ごみ収集車、消防車、ダンプトラック、タンクローリー、冷凍車など）のベース車として改装して利用される。更に近年では軽自動車向けの小型キャンピングカーのベースにされることも多く、所有者の自作（DIY）で制作し利用されることもある。
移動販売車としても広く使われ、軽トラックに農作物などを積み、広場や車両を一時通行止めにした公道上でこれらの即席販売を行う「軽トラック市（軽トラ市）」が日本全国各地で行われている。他にも食品関係では石焼き芋を筆頭に焼きそばなどの焼き物系屋台経営､買い物難民対策(に伴う需要の拾い上げ)としての移動スーパー/コンビニのベース車両にも用いられる。
ホームセンターや家具店など大型の商品を取り扱う店舗の場合、客が大型商品を持ち帰るために軽トラックや現行の普通免許で運転可能な小型トラック（2023年現在の現行車種での例：ダイハツ・グランマックストラック/トヨタ・タウンエーストラック/マツダ・ボンゴトラック、およびトヨタ・ダイナの1トン積ガソリン車が該当）を一定時間無料で貸し出しているケースも多い。貸し出す軽トラックは顧客のオートマチック限定免許を考慮してAT仕様（ただし、10代目後期型ハイゼットトラック/2代目後期型ピクシストラック/8代目後期型サンバートラックはCVT仕様も存在）が圧倒的であるが、冬季に積雪の多い寒冷地（主に北海道・東北・甲信越ではMTまたはATの4WD仕様車がほとんどである。
前述の赤帽仕様と同じような高さ2m超の幌付き個体をキャンピングカーとして使用する個人ユーザーもいる。この場合はキャビン上部まで幌を拡大することにより、荷物置きのスペースとして有効活用することができる。

## 日本国外における軽トラック
軽自動車規格が日本独自のものであるため、日本国内での利用が大半であるが、日本国外の一部にも輸出されている。
海外ではマイクロバン（マイクロトラック）に分類されるが、Keitora、Kei truck、Kei class truck、mini truckなどの呼称もある。

### 北米

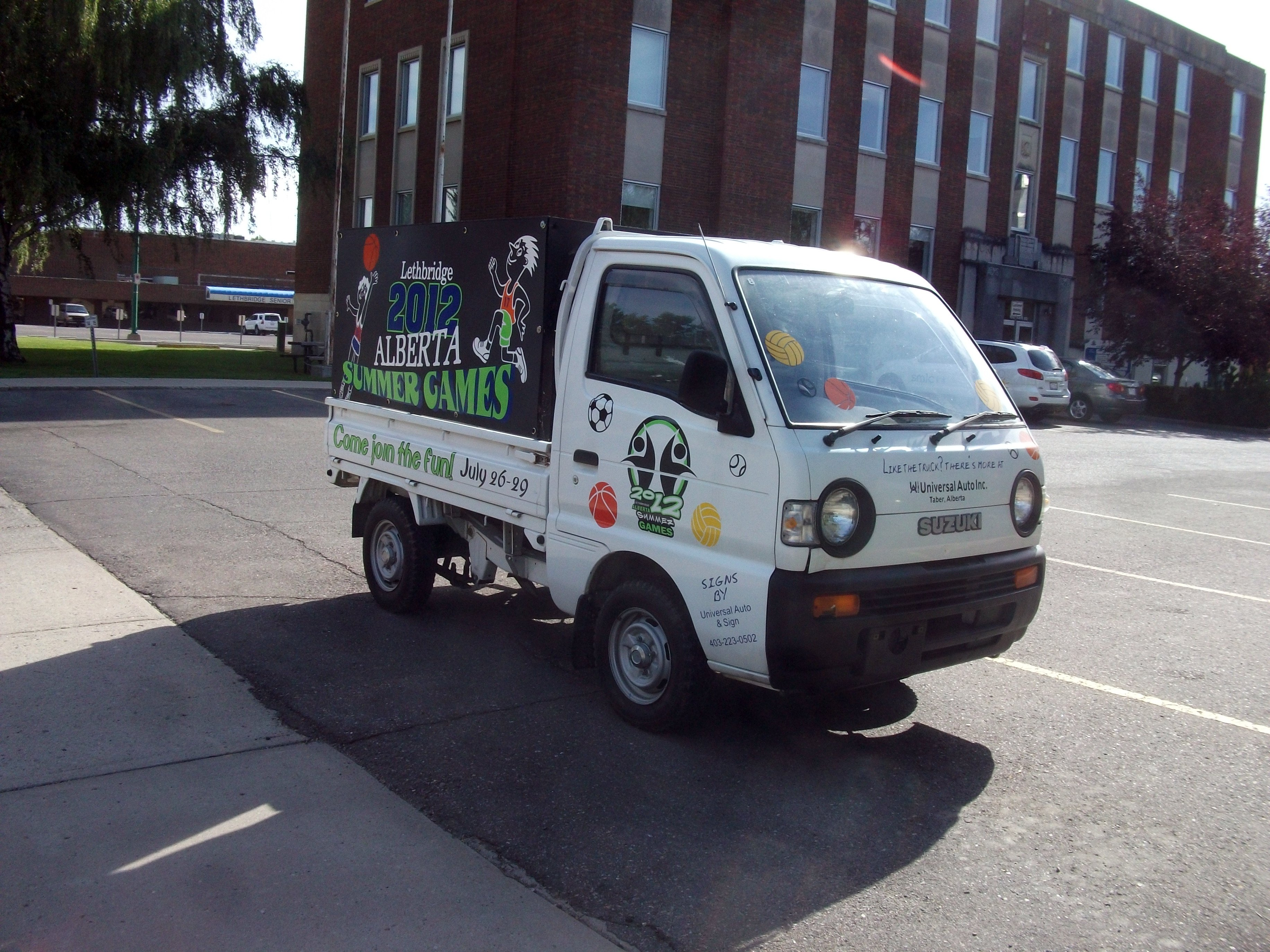
カナダで使用されるDC51T型キャリイトラック。

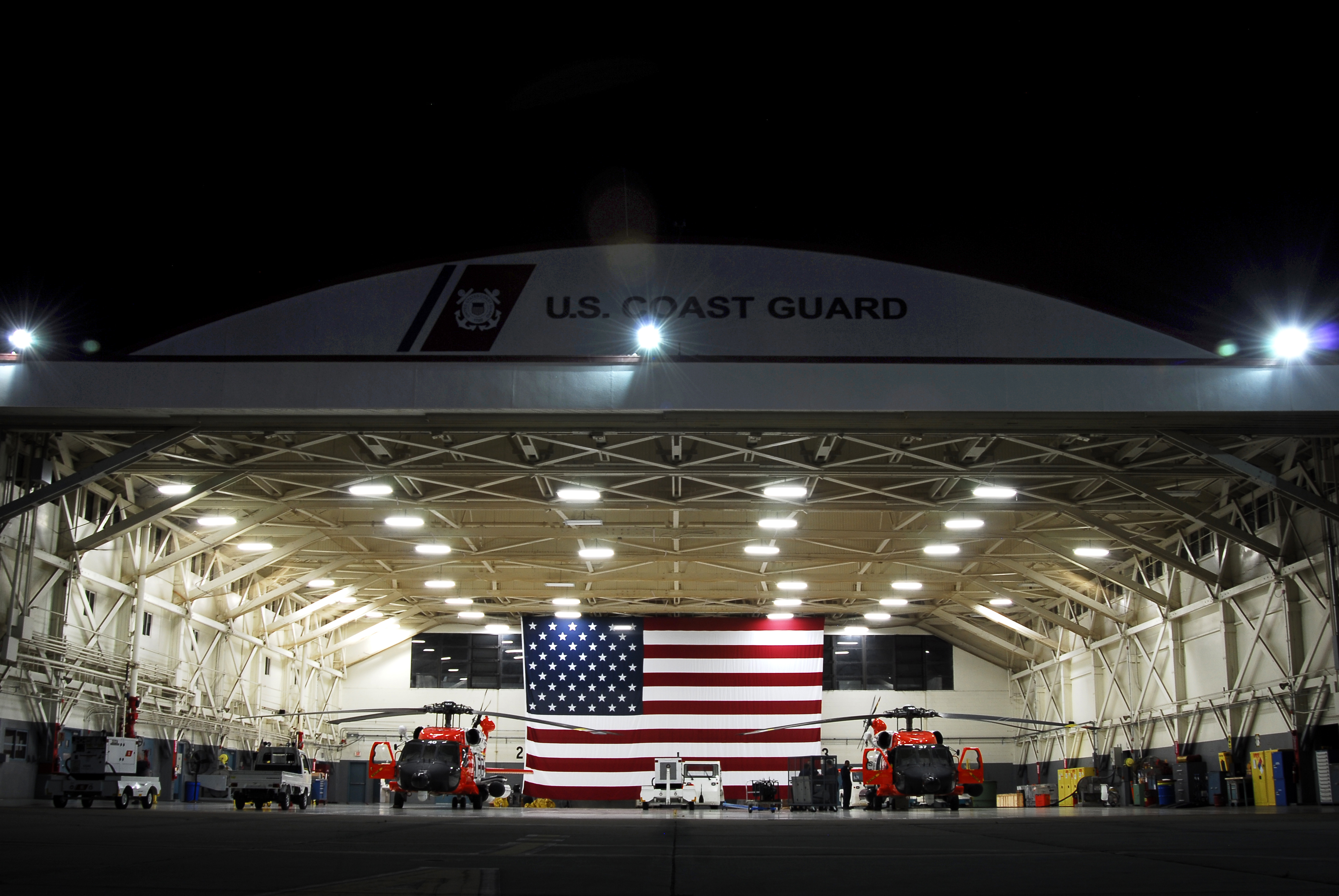
飛行場で使用されるU1*T型ミニキャブトラック（アメリカ沿岸警備隊の格納庫）。

アメリカ合衆国においては、1960年代にアメリカの基準に合わせた車両を輸出していた（マルコム・ブリックリンによるスバル・サンバートラックの輸入などが著名）。1968年に衝突安全基準などが厳格化されたことから公道走行車両としては販売されなくなり、その後は農場などで使用する作業車として販売されていたが、売上減少により1990年代には撤退した。現在は業者によって並行輸入されたものが牧場作業や狩猟に使うオフロード専用の作業車（ATVの代用品）、公園や大学構内などの管理作業用（ゴルフカートの代用品）としての利用が主流である。また軍や沿岸警備隊などの公的機関でも、駐屯地や飛行場で使用する小型作業車として導入例がある。
アメリカの保安基準により、保安基準に抵触するため基本的に公道での走行が認められていないが、2015年頃から輸入車の25年ルールが適用される車両が出てきたため、サイド・バイ・サイド・ビークルより装備が充実し、ピックアップトラックよりも安価で取り回しが良い軽トラックが農家に人気となっている。これに目を付けた日本車の輸入業者が、日本で中古車を仕入れ規制に合わせた改造を施して販売する動きもある。ニューヨークなどの都市部でも狭い路地に入れることから赤帽のような個人向けの引っ越しビジネスに利用されている。他にもアメリカ合衆国環境保護庁(EPA)による自動車排出ガス規制と、アメリカ合衆国運輸省(DOT)による衝突安全基準が存在するが、EPA規制は生産から21年、DOT規制は25年ルールにより回避可能である。このことから25年落ち以上の年式の旧規格の軽トラックが輸入対象として人気があるが、それより新しい車両でも州によっては一定の速度制限や、自宅からの最大走行距離の制限、州間高速道路への乗り入れ規制といった一定の制限の下、軽トラックの公道走行を許容する州法が定められている場合もあり、2018年現在、全米21州でこのような「ミニトラック州法」が制定されている。2023年時点では走行距離2万3千kmの中古車が4500ドル程度で入手できるが、正規ディーラーがないため補修部品が高価になり、窓ガラスなど規制対象の部品もあるため維持は困難だという。
日本中古車輸出業協同組合によれば、2023年にアメリカに輸出された軽トラックは約7500台である。

#### ライトトラックと軽トラック
アメリカの自動車分類でライトトラックというものがあるが、これは「車両総重量8,500ポンド (3855.5kg) 未満・最大積載量4000ポンド (1815kg) 未満の車両」と定義されている。
つまり積載量や車両重量から日本車にあてはめると軽トラックではなくいすゞ・エルフ、三菱ふそう・キャンターなど所詮｢2t車｣｢小型トラック｣の｢1.75t積車｣が該当し、例えばトヨタ・ダイナの1.75tディーゼルターボの場合はAT車が3745kg、MT車で3885kgであり、ほぼ「ライトトラック」のフルサイズとなる数値になる。
つまり、フルサイズの大型トラックと比べて「Light」な車両であり、トヨタ・ハイラックスよりも遥かに大型(上述の通り｢1.75t車｣並み)のピックアップトラックを指すこととなるのである。なお、北米向けピックアップトラック（フォード・Fシリーズ、ダッジ・ラム、トヨタ・タンドラなど）の中には、日本では普通自動車免許（2017年以降）で運転できない仕様が存在する。

### アジア

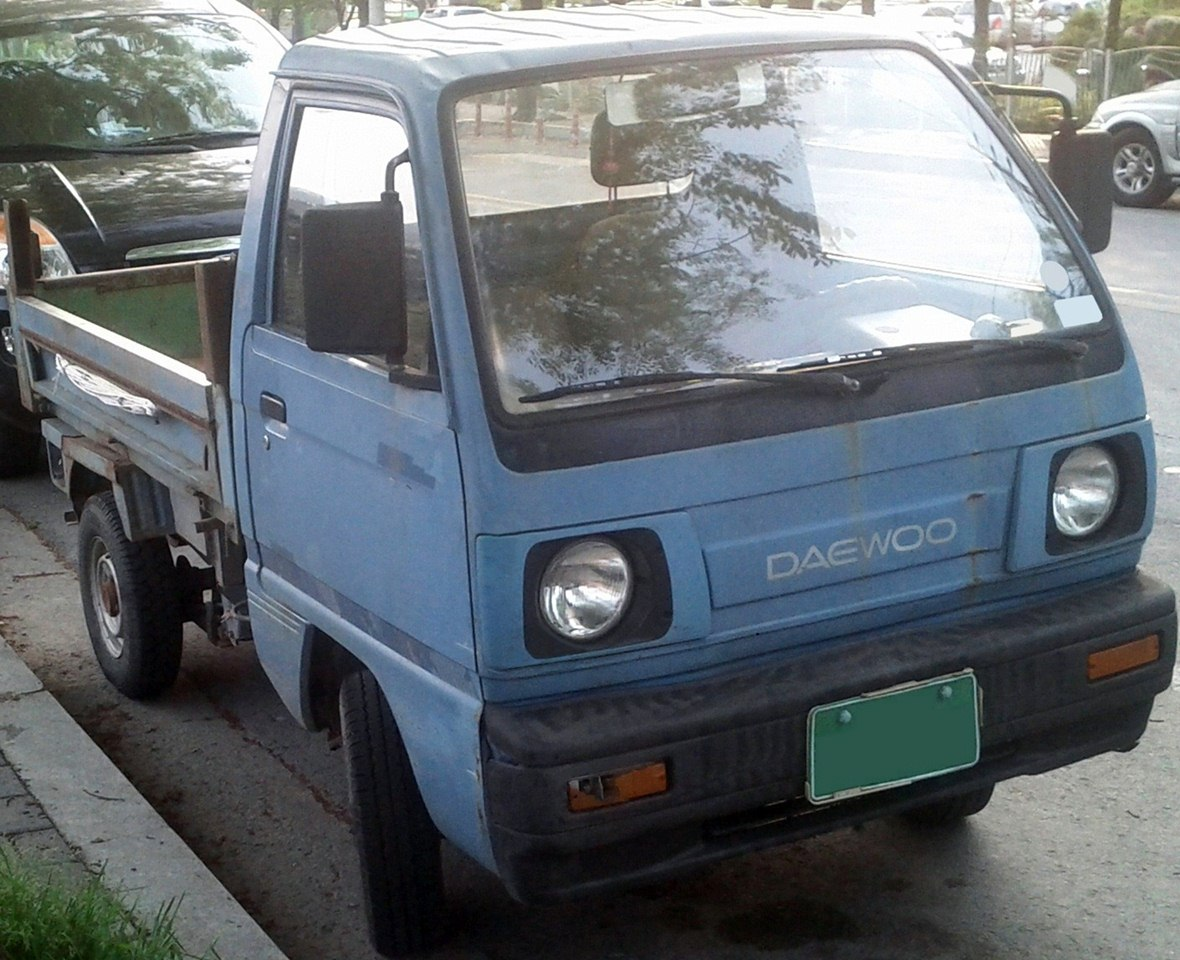
デーウ・ラボ

キョンチャ（경차/輕車）と呼ばれる日本の軽自動車に似た小型車の規格が存在する韓国においては、大宇・ラボ/ダマス（=キャリイ/エブリイ）、アジア/キア・タウナー（=ハイゼット）など現地生産された軽トラ/軽ワンボックスが存在する。ただし、日本の軽自動車と韓国の軽自動車との規格の違い（韓国の方が排気量上限が大きいなど）から来る差異や、LPG車が存在することなど日本の一般的な軽トラックとは異なる点もある。
中華民国を始め、東南アジア諸国やオセアニアにて、日本の軽トラックがノックダウン生産または輸出されている例もあったが、排気量の制約が法令で存在しない現地事情に則して、エンジンの排気量が700ccから1000cc前後にボアアップされて販売されている。

### ヨーロッパ
クワドリシクル（quadricycle）と呼ばれる独自のミニカー規格を持つフランスでは、エグザムやリジェなどのメーカーが軽トラックに似た小型トラックを製造している。規格は50cc以下の火花点火機関または4キロワット以下の原動機を有する軽量車（Quadricycle léger à moteur）と、最大出力15キロワット以下の原動機を有する重量車（Quadricycle lourd à moteur）の二区分が存在している。クワドリシクル規格の小型トラックは、日本の軽トラックに比較して排気量や最高速度の面では見劣りするものの、今日の軽量車では50ccの排気量制限の対象外である400cc/4kw以下のディーゼルエンジンや電気モーターが主流であり、最大積載量の面においては引けを取らない車両も存在している。

## 沿革
- 1950年代

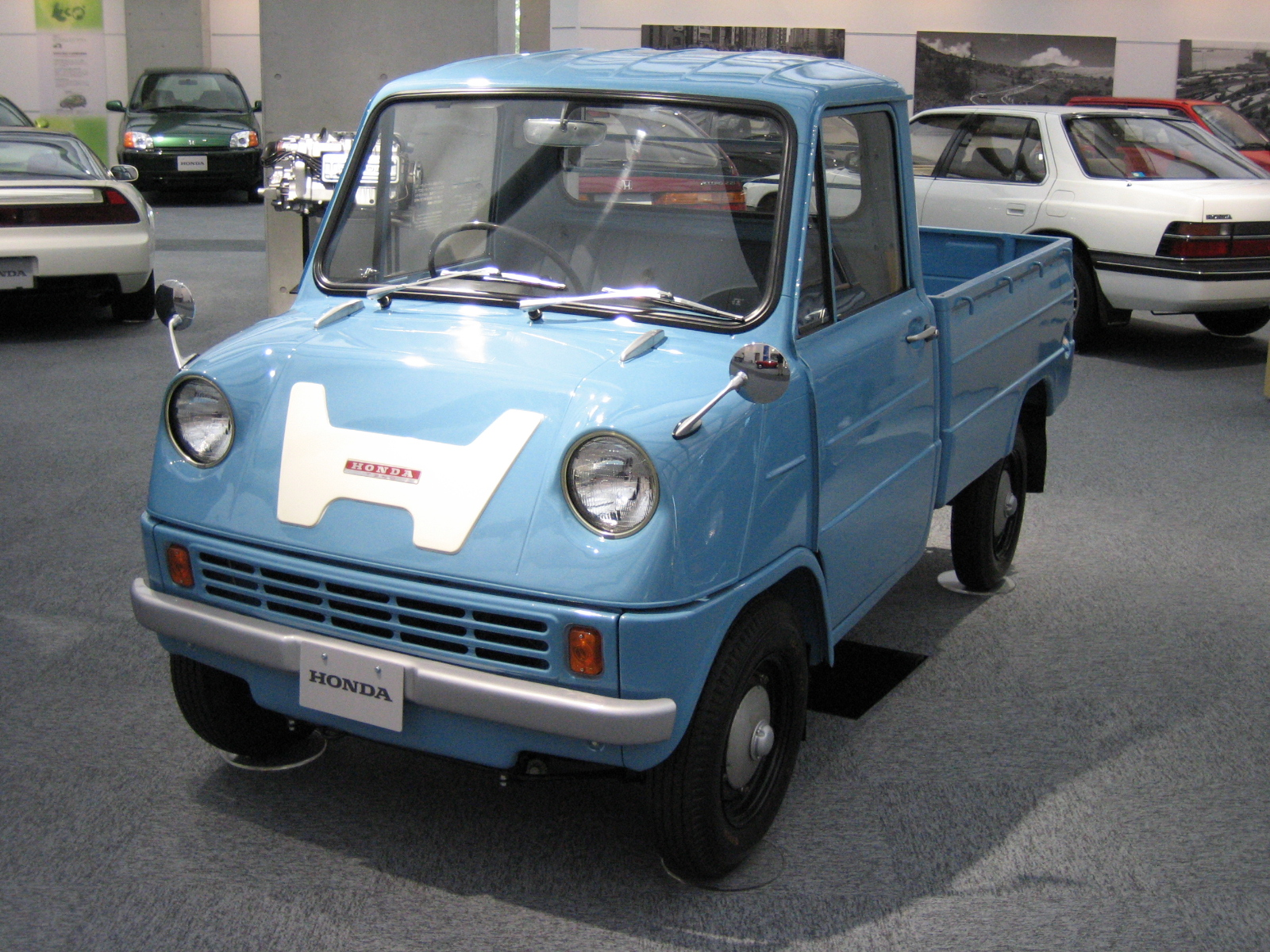
ホンダ・T360（1963年 - 1967年）

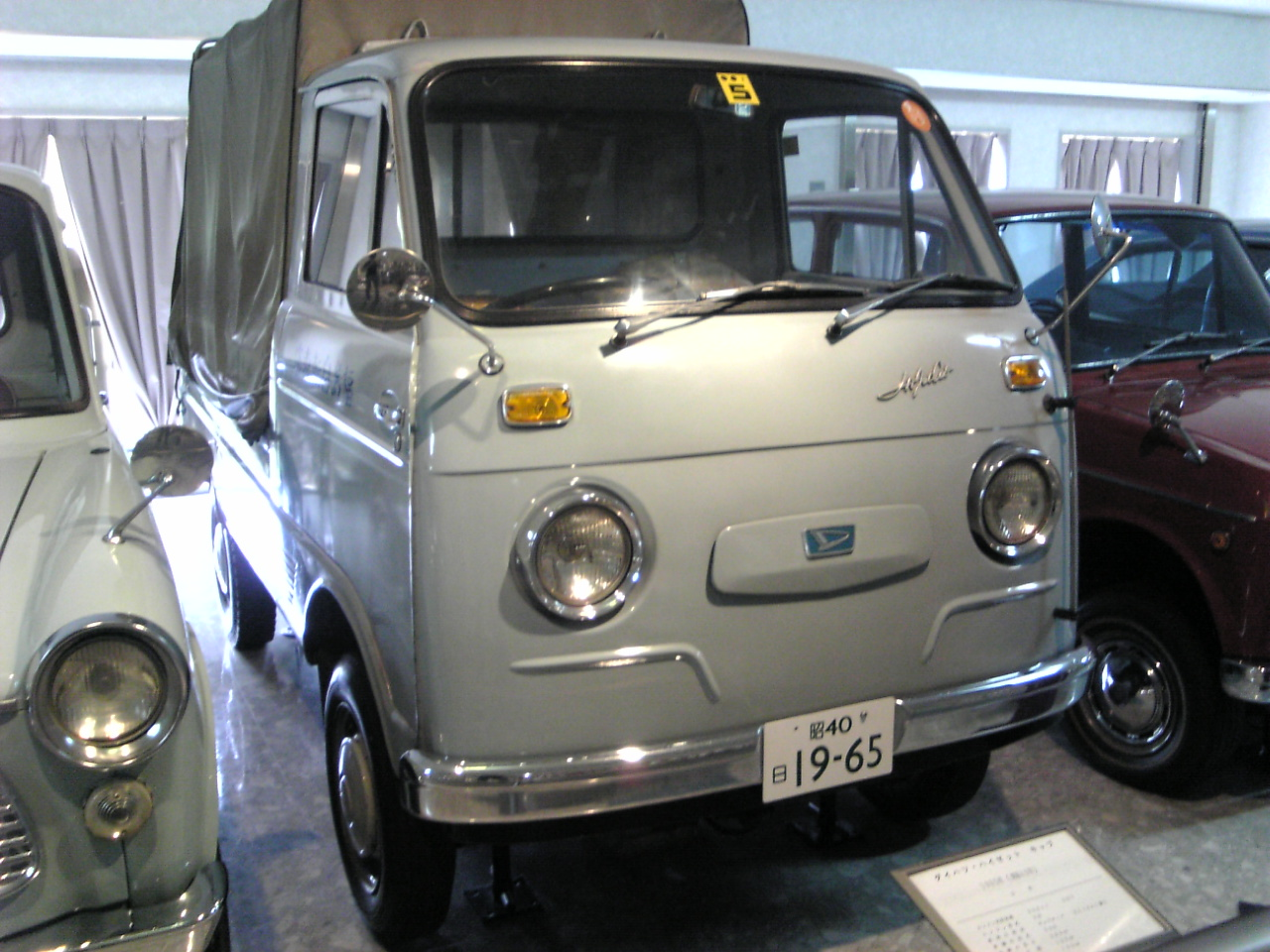
ダイハツ・ハイゼット（2代目1964年-1968年）

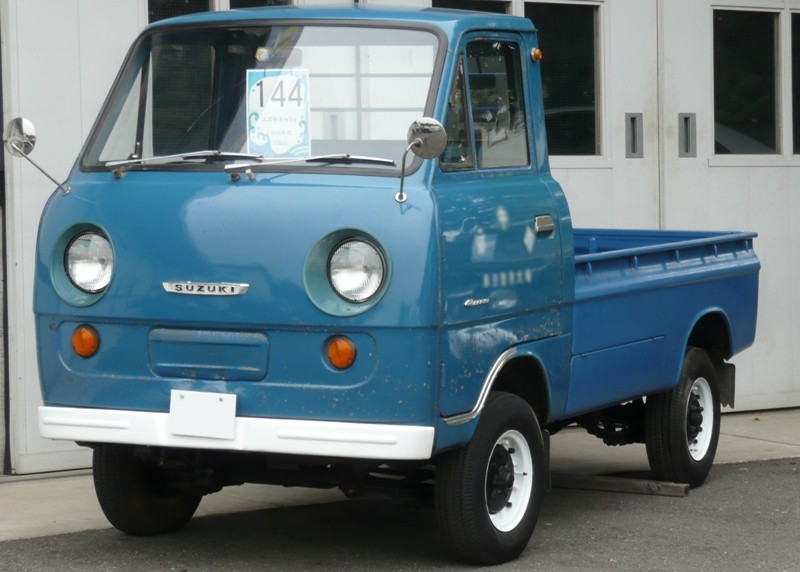
スズキ・キャリイ（3代目、1966年 - 1969年）

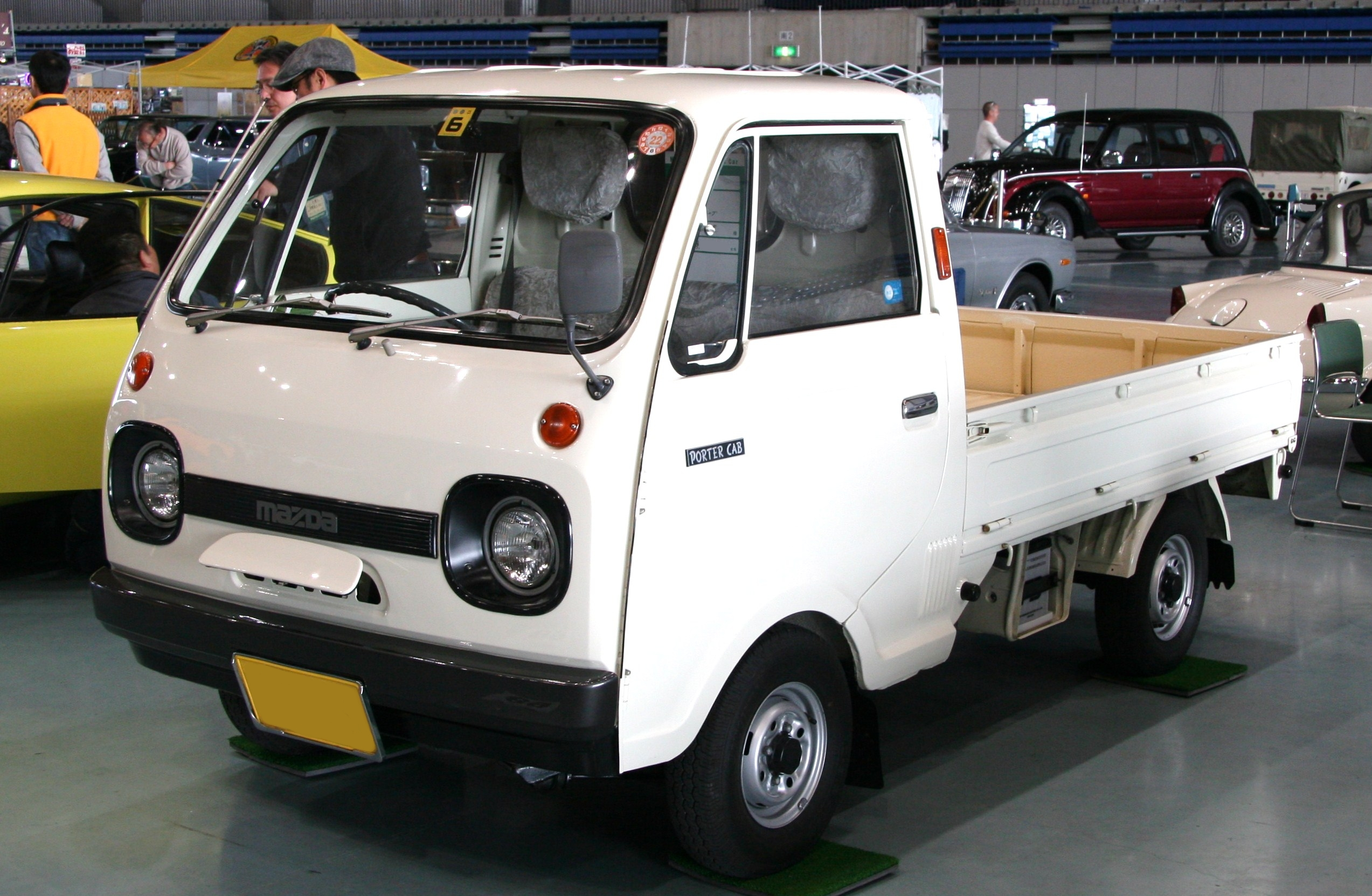
マツダ・ポーターキャブ（1969年 - 1989年）

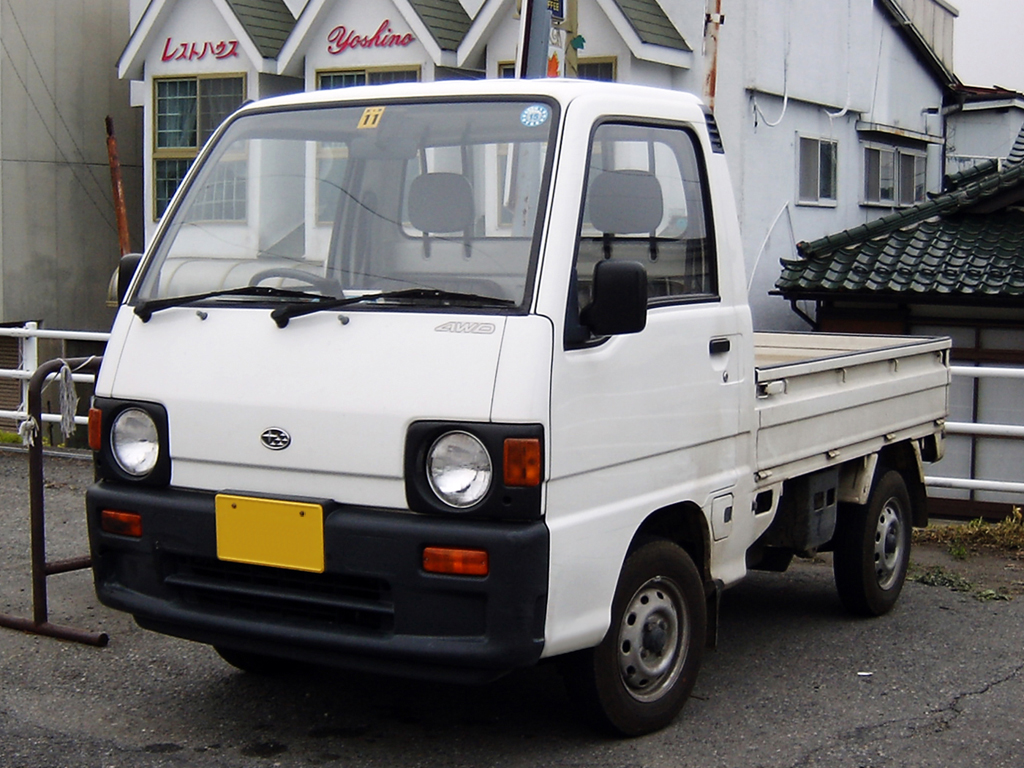
スバル・サンバー（5代目、1990年 - 1999年）

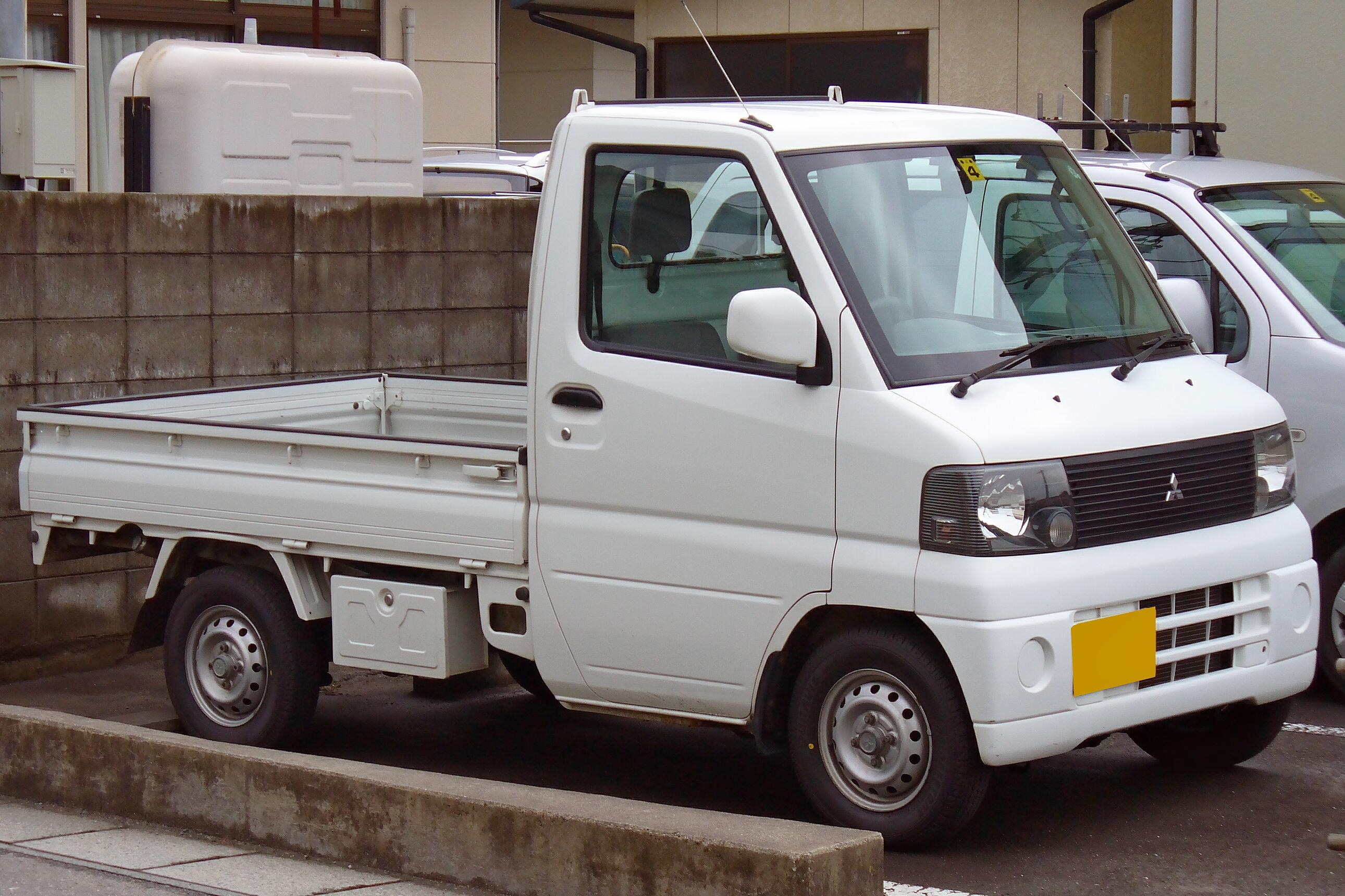
三菱・ミニキャブトラック（6代目、1999年 - 2014年）

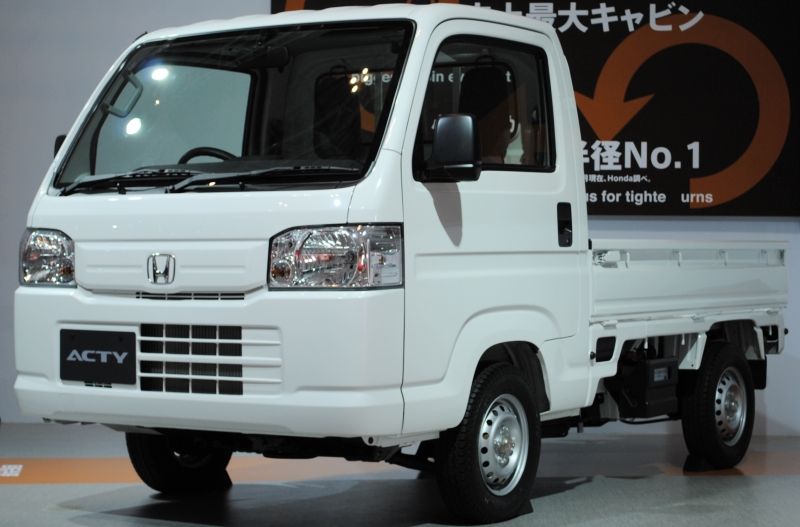
ホンダ・アクティトラック（4代目、2009年 - 2021年）

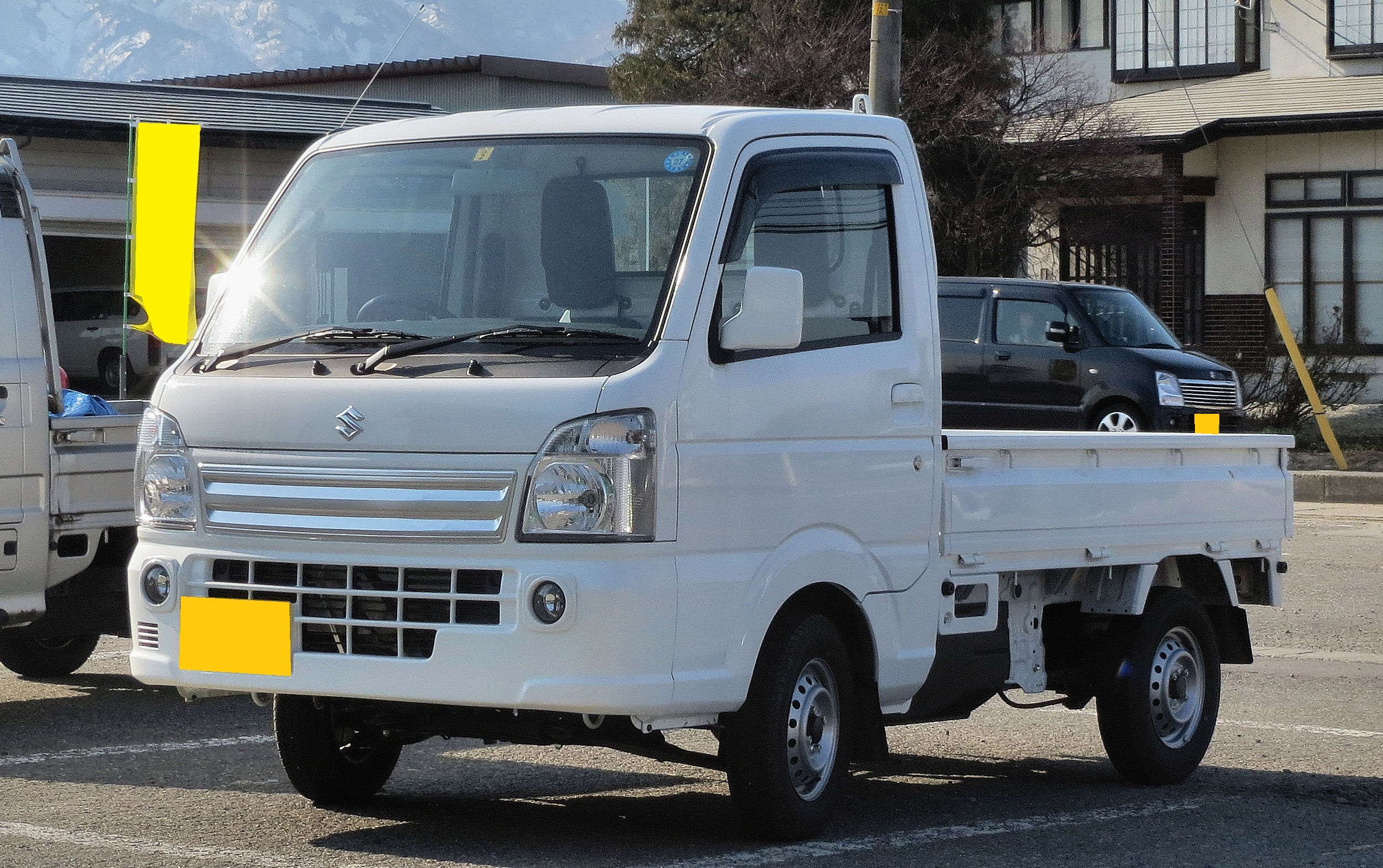
スズキ・キャリイ（12代目、2013年 - ）

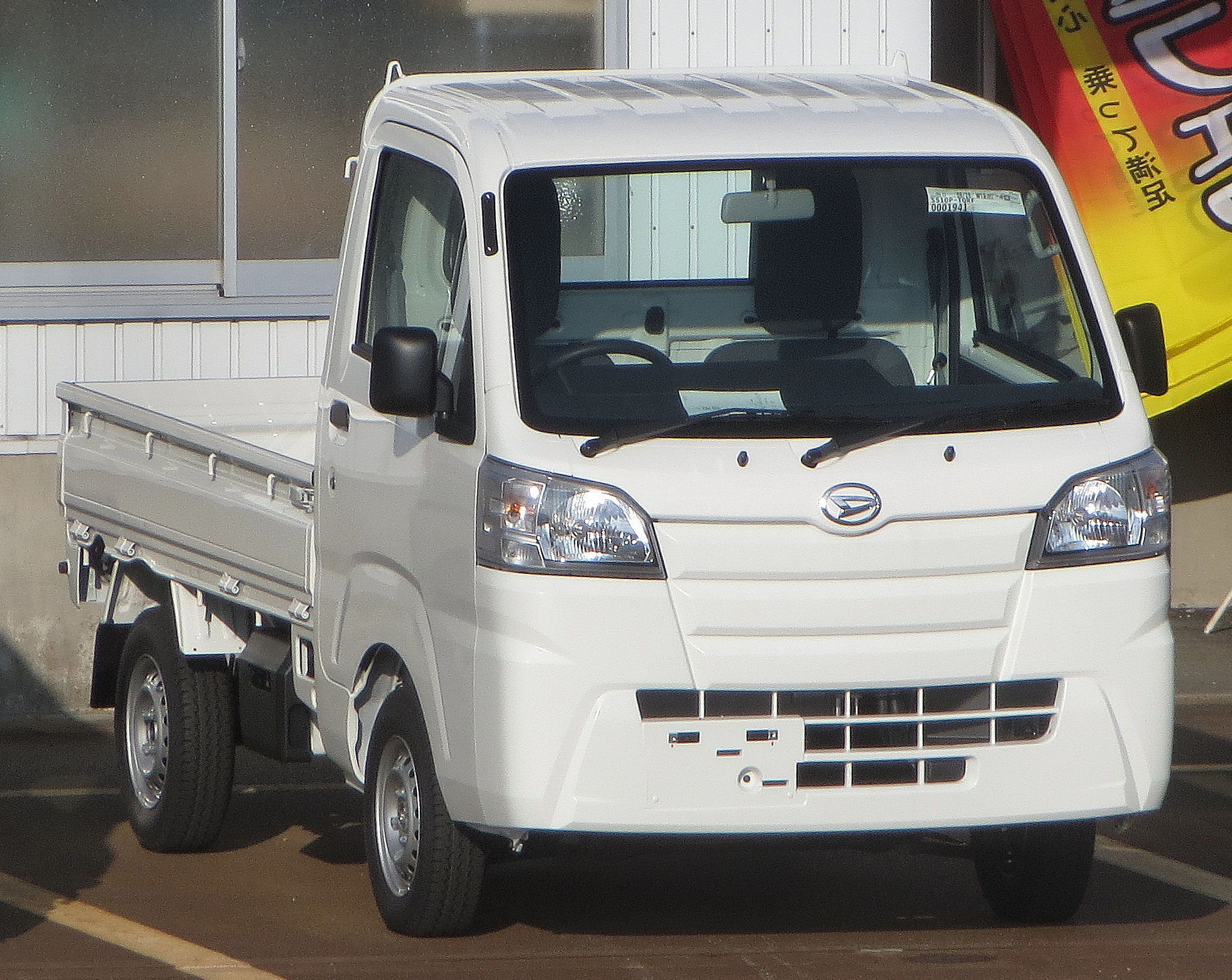
ダイハツ・ハイゼットトラック（10代目、2014年 - ）

  - 1952年頃から、オートバイ、スクーターベースで後方2輪とした軽自動車規格枠内に収まる3輪トラックが、比較的零細な企業で生産されるようになったのが初期の事例である。本格的な軽自動車規格の三輪トラックとしては、同年に発売されたホープ自動車製「ホープスター」とされる[9]。
  - 1955年：スズキ、4輪のスズライト発売。前輪駆動の乗用車・ライトバンと構造を共通としたピックアップモデルが存在した。
  - 1957年：ダイハツ工業、軽三輪のミゼット発売[10]。以後1959年にかけて短期間ながら軽オート三輪が主要メーカーから続々と発売され、自転車やオートバイなどからの小口輸送手段の転換を促して、当時におけるモータリゼーションの潮流に与する。
  - 1958年：ヤンマーディーゼル（現：ヤンマーホールディングス）、自社開発の農機用249 cc単気筒OHVディーゼルエンジンを搭載したキャブオーバートラックの試作車「ヤンマーKT型トラック」を発表。
  - 1959年：東急くろがね工業、リアエンジンのキャブオーバー型4輪軽トラックのくろがね・ベビーを発売。本格的な4輪軽トラックの先駆となる[11]。
- 1960年代
  - 1960年
    - ヤンマーディーゼル（現：ヤンマーホールディングス）、「KT型」をベースに更に開発を進め、空冷V型2気筒358ccのOHVディーゼルエンジン「2A2形」を搭載したキャブオーバートラック「ポニー（KTY型）」を発売[12]。軽自動車史上初のディーゼルエンジン搭載市販車となるが、エンジンの出力があまりにも低すぎるため短命に終わる。
    - ダイハツ工業、ハイゼット発売[13]。登場時はボンネットトラックで登場。

  - 1961年：富士重工業（現・SUBARU）、サンバー発売[14]。
    - 鈴木自動車工業（現・スズキ）、キャリイ発売。上記のハイゼット同様、こちらも登場時はボンネットトラックで登場しており[15]主な軽自動車メーカーから軽四輪トラックがほぼ出揃い、先駆となった軽オート三輪に引き続き、農家や個人商店を主とした市場を開拓して行く。

  - 1963年8月：本田技研工業、T360発売[14]。一連の軽トラックとしては最初で最後の4連キャブレターを用いた4気筒DOHCエンジンを搭載[16]。セミ・キャブオーバー[17]。
  - 1966年：三菱自動車工業（当時・三菱重工業）、キャブオーバー車のミニキャブ発売。
  - ハイゼット、キャリイ（ただしエンジンはシート下）はボンネットトラックで発売され、のちにフル・キャブオーバーボディへ移行した。ホンダ、三菱も当初はボンネット車やセミキャブオーバー車で参入し、後からフル・キャブオーバー車を投入している。全体寸法の制約が厳しい軽四輪トラックでは荷台面積を広く取れるフル・キャブオーバーへの志向が強かった。
  - 1967年：本田技研工業、T360の後継となる4サイクル空冷2気筒SOHCエンジンを搭載したフル・キャブオーバー車のTN360発売[17]。
  - 1969年：東洋工業（現・マツダ）、ポーターキャブ発売[18]。同社初の軽キャブオーバートラックだった。
- 1970年代
  - この時期の初頭までにオート三輪の生産は終了[19]。軽トラックの市場は4輪キャブオーバー型に収斂。
  - 1976年：軽自動車規格の排気量が360ccから550ccへと改定された[18]ことに伴い、550ccモデルが登場、360ccボディのまま550ccエンジンを搭載したメーカーや暫定的に500ccエンジン搭載などメーカーにより対応が異なった。
  - 1977年
    - 本田技研工業、TN7の後継となる4サイクル水冷2気筒SOHCエンジンを搭載した550ccモデルのTNアクティ（後のアクティトラック）発売。
    - ポーターキャブ、三菱自動車工業製4サイクル水冷2気筒SOHCエンジンを搭載した550ccモデルにモデルチェンジ。
- 1980年代
  - 1980年：サンバートラックにパートタイム四輪駆動モデルが追加。一般的な軽トラックとしては初めての試みで、以後他社にも普及。四輪駆動軽トラックは駆動力向上の効果が著しいため、悪路や農地、積雪路などの不整道路を走行する農林業関係者を中心に好まれるようになる。
  - 1981年：ハイゼットトラックのうち、生産継続されていた360ccモデルが生産終了し、軽自動車運転免許対応自動車の販売が終了した。
  - 1983年：ハイゼットトラックに大型キャビン・短尺荷台の「ジャンボ」が追加[20]。
  - 1987年：ハイゼットトラック、ミニキャブトラック、キャリイにスーパーチャージャー追加。軽自動車初のスーパーチャージャー搭載事例となるが、エアコンコンプレッサーとは排他装着となった関係で、短期間のオプション設定で終わった。
  - 1988年
    - ハイゼットトラックに「デッキバン」シリーズが追加され[21]4人乗りトラックが登場した。
    - アクティにビスカスカップリングを用いたリアルタイム4WD車が追加。軽トラック初のスタンバイ4WDの登場。

  - 1989年：マツダ、スクラムトラックをスズキから（キャリイ）のOEMで発売[22]。ポーターキャブの後継車種にあたる。
- 1990年代
  - 1990年
    - 規格改定され排気量が660cc以下になる[23]。660ccモデルが登場。
    - サンバートラックのフルモデルチェンジでECVTを設定。軽トラック初の無段変速機搭載事例となるが、重負荷時における電磁クラッチの耐久性にやや難があり、1995年10月のマイナーチェンジで一般的なトルクコンバーター式ATに置き換えられるかたちで廃止された。

  - 1996年：ハイゼットトラックのAT車全て（ただしMT車は「天晴」および「iS」のみ）にDOHCエンジンが搭載。例外的先例のホンダ・T360以来の事例。この後、メーカー内でエンジンを共用化してコストダウンを図る目的で、軽トラックでも軽乗用車と同型のDOHCエンジンをチューニング変更で共用する事例が生じるようになる。
  - 1997年：キャリイにターボ追加。軽トラック初のターボチャージャー搭載事例。
  - 1998年：衝突安全基準の適用に伴う規格改定。乗用車についてはこの年、トラックについては翌年（1999年）に改定を実施[24]。現行660ccモデルが登場。キャリイ、ミニキャブトラック、アクティトラックがセミキャブ化された。ただしハイゼットトラックおよびサンバートラックはフルキャブを継続。
- 2000年代
  - 2001年：キャリイがマイナーチェンジに伴い全車DOHCエンジン化。ホンダT360以来、38年ぶりのオールツインカム軽トラとなる。
  - 2003年：日産自動車、クリッパートラックを三菱自動車から（ミニキャブトラック）のOEMで発売。
  - 2005年：キャリイにフルキャブ仕様（FCシリーズ）が追加。
  - 2007年：ハイゼットトラックがマイナーチェンジに伴い、AT車・MT車に関わらず全車連続可変バルブタイミング機構付DOHCエンジンが搭載された（軽トラック史上初）。
  - 2009年：アクティトラックがフルモデルチェンジに伴い再びフルキャブに回帰。
- 2010年代
  - 2011年：トヨタ自動車、ピクシストラックをダイハツから（ハイゼットトラック）のOEMで発売[25]。
  - 2012年
    - 富士重工業、サンバートラックの自主生産分の販売を終了。自主生産モデルのサンバートラックとしては6代51年の歴史に幕を下ろした。それ以後はダイハツから（ハイゼットトラック）のOEMで発売[26]。
    - 日産自動車、クリッパートラックのマイナーチェンジに伴い、クリッパートラックからNT100クリッパーに名称を変更。

  - 2013年
    - 三菱自動車工業、ミニキャブMiEVトラックを発売開始[27]。国産の軽トラックとしては史上初の電気自動車となる。
    - キャリイがフルモデルチェンジに伴い2005年から設定されていたフルキャブ仕様へ統合。フルキャブ仕様の設定がないOEMのスクラムトラックはフルモデルチェンジに伴いフルキャブ化する。
    - 日産自動車、NT100クリッパーのOEM元を三菱自動車工業からスズキに変更。

  - 2014年
    - キャリイに、MTをベースにクラッチ及びシフト操作を自動操作する電動油圧式アクチュエーターを採用したAMT（オートメイティッドマニュアルトランスミッション）である「オートギヤシフト（略・AGS）」を一部グレードのセットオプション装着車に設定。なお、軽自動車全体でも初のAMT搭載となった。
    - 三菱自動車工業、MiEVを除くミニキャブトラックの自主生産分の販売を終了。ガソリンエンジン搭載車としての自主生産モデルのミニキャブトラックとしては6代48年の歴史に幕を下ろす事となった。それ以後はスズキから（キャリイ）のOEMで発売となった。これによりガソリン車の軽トラックにおけるセミキャブ仕様が消滅。

  - 2017年
    - 三菱・ミニキャブMiEVトラックが販売不振のため5月を以って生産終了[28]。これにより一連の軽トラックにおけるセミキャブ仕様が名実共に消滅した。

  - 2018年
    - 近年において非常に重大な問題となっている60代以上の高齢の運転者を中心とした運転・操作ミスなどによる自動車事故の背景を発端とした事例に併せ、運転者が誤ってブレーキペダルを踏むつもりでアクセルペダルを踏むことなどにより起きる誤発進を抑制する誤発進抑制機能と後方誤発進抑制機能といった安全装備がキャリイ（OEMのNT100クリッパーとスクラムトラック、ミニキャブトラック含む）、およびハイゼットトラック（OEMのサンバートラックとピクシストラック含む）に順次設定されるようになる。
- 2020年代
  - 2021年4月28日、本田技研工業、アクティトラックの生産を終了[29]、これにより1963年登場のT360以降続いてきた同社の軽トラックの生産・販売から通算59年の歴史に幕を下ろすこととなり、それ以後、OEMを除く軽トラック自主生産メーカーはダイハツ工業とスズキの2社を残すのみとなった。
  - 2021年12月20日、10代目ハイゼットトラック（OEMのピクシストラックとサンバートラック含む）のマイナーチェンジでアイドリングストップ機構やトランスミッションに5代目サンバートラック（1995年8月製造分までのKS3/KS4型系）以来となるCVTが採用された。
また、「エクストラ」（ピクシストラックは同一名グレード、サンバーは「TC」）と「ジャンボエクストラ」（サンバーは「グランドキャブ」、ピクシストラックは該当なし）のグレードにのみスマートキー(プッシュ式スタート)が標準装備される（軽トラック史上初）。
  - 2022年4月7日、キャリイ(スーパーキャリイおよびOEMのスクラムトラック、NT100クリッパー、ミニキャブトラック含む)が全車3速ATから4速ATに多段化された。4速ATの軽トラックはハイゼットトラック(OEM含む)のマイナーチェンジ以来3ヶ月半ぶりとなる（キャリイの特別仕様車の「60周年記念車」を除く）[注 9]。

## 車種
2025年6月現在。

### 現行車種
ダイハツ・ハイゼット
ハイゼットトラック/ハイゼットジャンボ（HIJET、1960年 - ）
- トヨタ・ピクシストラック（OEM。大型キャブ仕様やダンプ・パネルバン等の特装車は未設定）
- スバル・サンバートラック/サンバーグランドキャブ（OEM。大型キャブ仕様車等特装車設定あり。7代目以降)

ハイゼットデッキバン/アトレーデッキバン(旧称:アトレーデッキ)
軽ワンボックスバンをベースにカーゴルーム最後部の上部～側面部をカットしてそのまま荷台にしたもの(SUTに近い手法)だが、その概要上『ダブルキャブ仕様の軽トラック（軽ピックアップ）』とみなすことができ、法的にもピックアップ扱いとなる。なおスバル仕様もあった(後述)が、2025年4月現在トヨタ仕様は存在したことがない。
スズキ・キャリイ/スーパーキャリイ（CARRY、1961年 - ）
- マツダ・スクラムトラック（OEM。ただし大型キャブ仕様やダンプ・パネルバン等の特装車は未設定）
- 日産・クリッパートラック（OEM。同じく未設定。2代目以降より。初代は6代目ミニキャブのOEM）
- 三菱・ミニキャブトラック（OEM。同じく未設定。7代目以降のガソリン車より）

HW ELECTRO・エルモ-ケー（ELEMO-K、2021年）

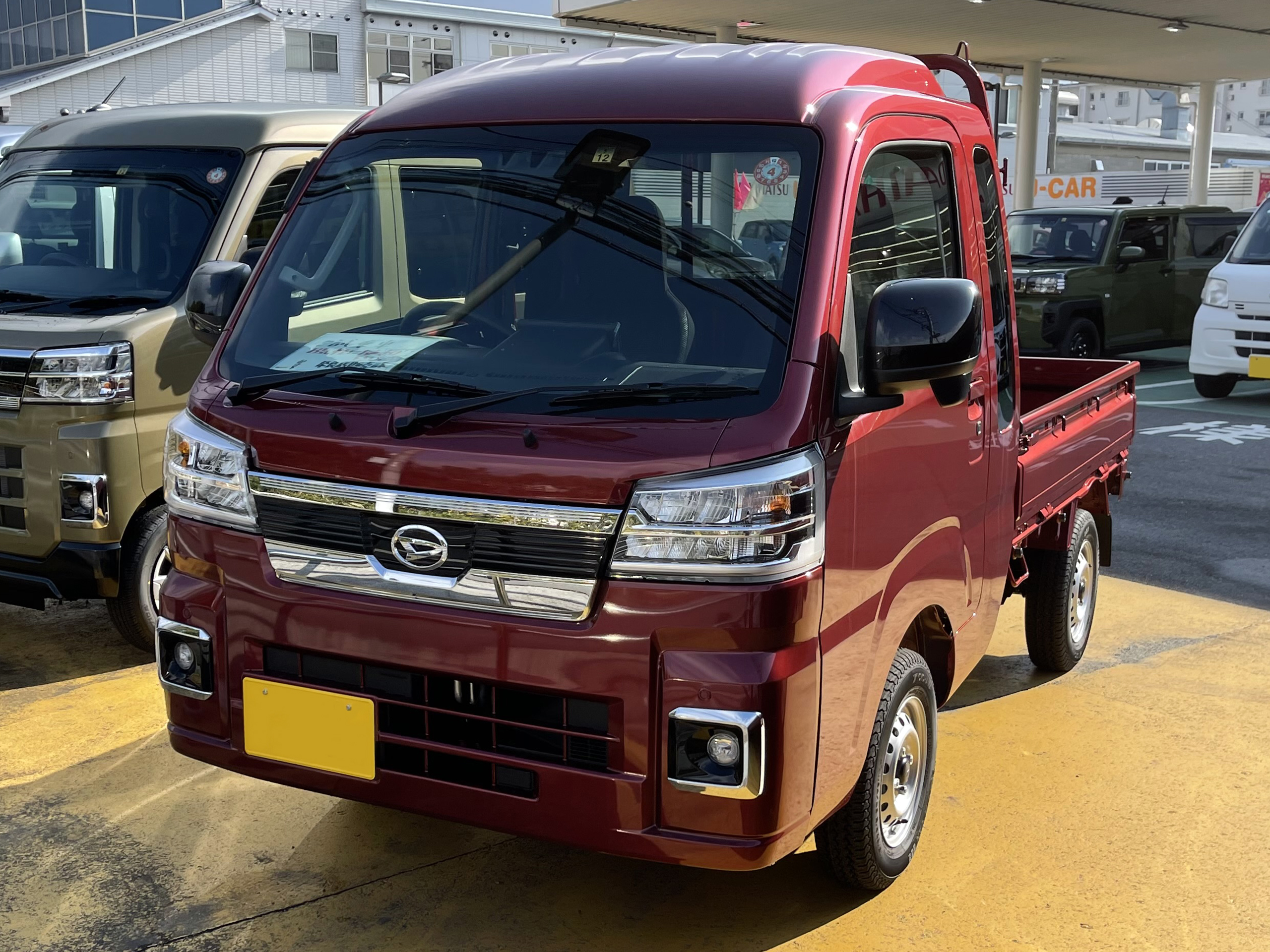
ダイハツ ハイゼットトラック
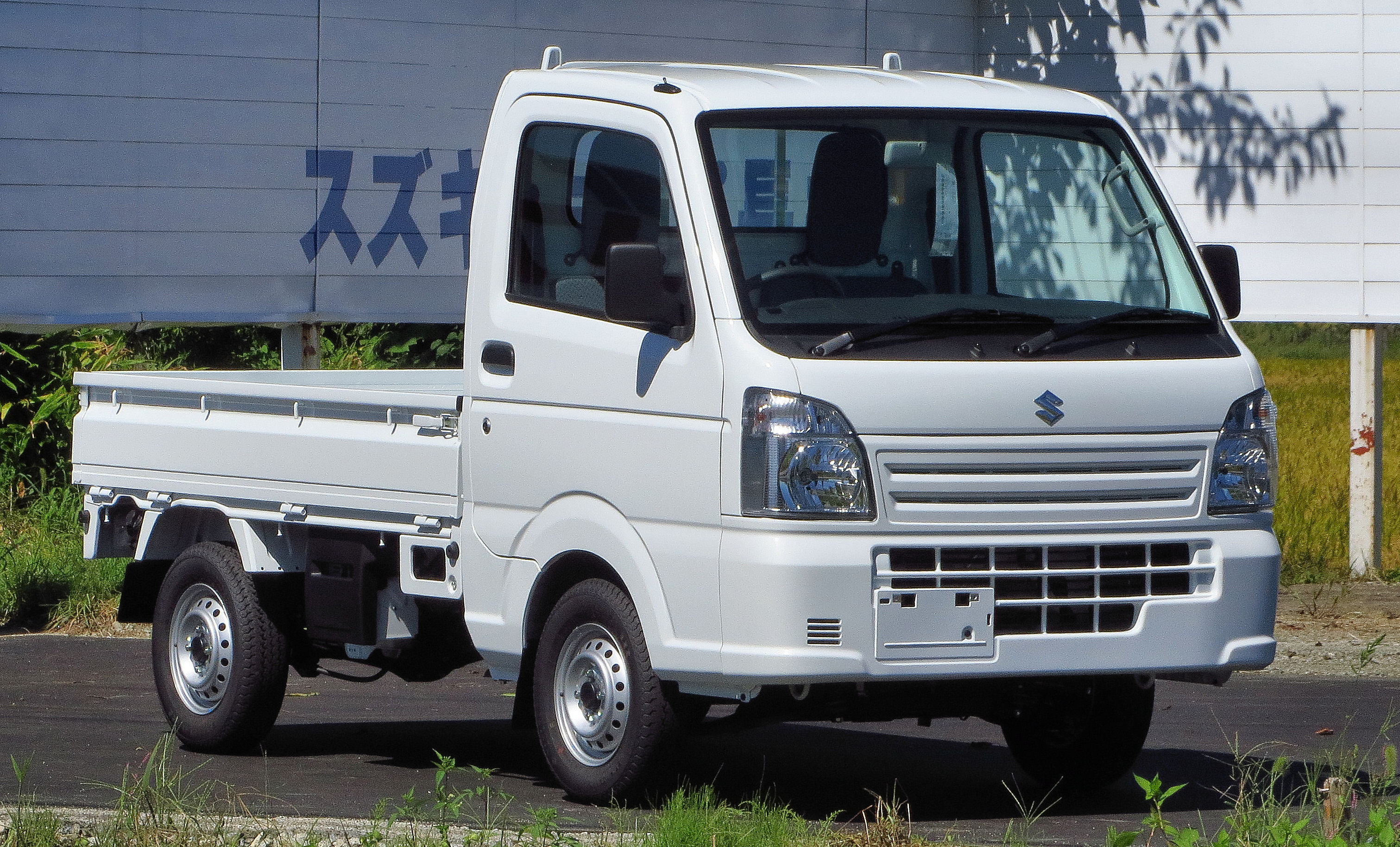
スズキ キャリイ
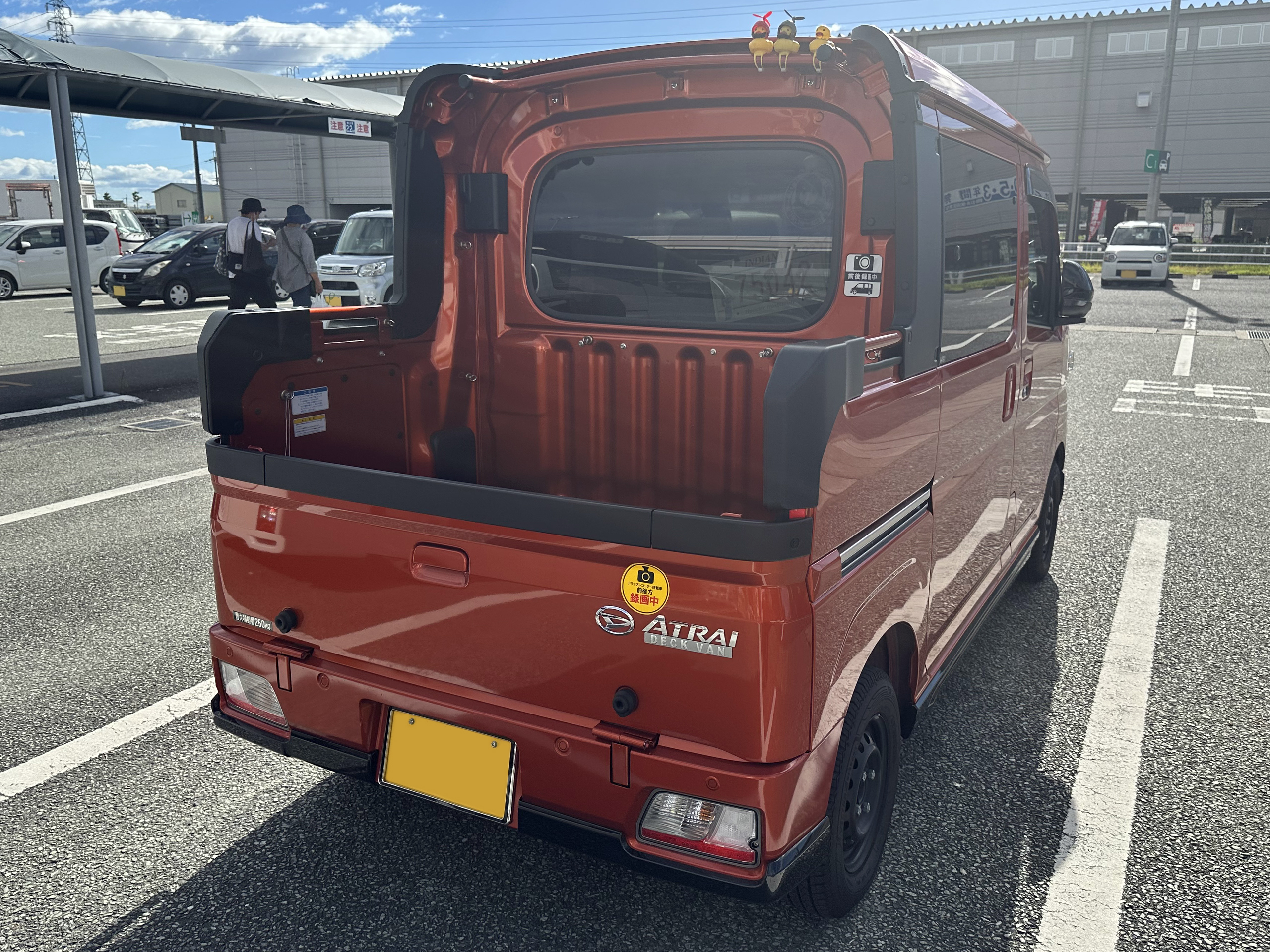
ダイハツ ハイゼットデッキバン

### 過去の車種
- スズキ・マイティボーイ - 4ナンバー登録・2人乗りピックアップのため、軽トラックの亜種という解釈もできる。
- ダイハツ・ミゼット
- ダイハツ・フェロー - 初代ハイゼットの後継として初代のみ設定。
- ダイハツ・フェローバギィ - 上記の初代フェローをベースにレジャー用に特化したバギー風の軽トラック。ただし後述するバモスホンダと異なり、完全限定生産で東北・北海道等の降雪地では販売されなかった。
- ダイハツ・ミゼットII
- マツダ・K360
- マツダ・B360
- マツダ・ポーター
- マツダ・ポーターキャブ
- ホンダ・T360
- ホンダ・TN360
- バモスホンダ - 上記のTN360をベースにレジャー・ホビー用に特化したオープンタイプの軽トラック。2人乗り仕様のほか4人乗り仕様もあった。
- ホンダ・アクティトラック
- ホンダ・ライフピックアップ - ライフステップバンのピックアップトラック。
- スバル・サンバー - 自社生産時代のリアエンジン・リアドライブのもの。
- スバル・サンバーオープンデッキ - 4代目ダイハツ・ハイゼットデッキバンのOEM。
- 三菱・ミニキャブMiEVトラック - 国産の軽トラックとしては唯一の電気自動車にしてセミキャブ仕様の軽トラックだった。
  - 日産・クリッパートラック(U7*T) - NT100クリッパーに改称。
- 三菱・レオ
- 三菱・360トラック - モデル末期にミニカピックに改称。
- ホープスター・ON - ホープ自動車の代表的な軽三輪トラック。
- ホープスター・ユニカー - ホープ自動車の代表的な軽四輪トラック。
- ホープスター・ＯＶ型 - 日本で初めてのキャブオーバー型軽トラック、ガスデンのエンジンを載せていた。
- ヤンマー・ポニー - かつて市販された一連の軽自動車としては唯一のディーゼルエンジンを搭載した軽四輪トラック。ただし自社製のディーゼルエンジンが搭載されている点を除き、実質的には東急くろがね工業のOEMであった。
- くろがね・ベビー
- ヂャイアント・コニー360
- コニー・360
- コニー・360ワイド
- コニー・グッピー
- CT&T・e-Zoneピックアップ - 輸入車。電気自動車であるが、ボディサイズが軽規格内であることから、日本輸出仕様は全て軽自動車として扱われていた。